# Festival de Poesía de Bogotá
El Festival Internacional de Poesía de Bogotá, la cual se viene desarrollando desde 1992 convocado por la revista Ulrika (Licencia de Mingobierno No. 00918 del 29 de marzo de 1983), publicación que en diciembre de 2007 cumplió 27 años de labores ininterrumpidas. Dicha revista es además el órgano de difusión de un proyecto editorial fundado a finales de 1980 por estudiantes de universidades como la Universidad Nacional de Colombia, la Universidad Pedagógica Nacional de Colombia, la Universidad Incca de Colombia y la Universidad de los Andes. Con base en el mismo proyecto se han publicado treinta y ocho entregas de Ulrika bajo el formato de revista y cerca de treinta volúmenes repartidos entre óperas primas, libros de reconocidos autores colombianos y latinoamericanos, además de antologías y muestras generacionales. El festival es promovido por Corpoulrika, una entidad que desarrolla diversas actividades de promoción de la literatura y el arte con énfasis en las propuestas surgidas en Iberoamérica.
El festival fue reconocido como Bien de Interés Cultural de la Nación y de Bogotá, y cuenta con el respaldo del Ministerio de las Culturas, las Artes y los Saberes, la Biblioteca Nacional de Colombia, el Instituto Caro y Cuervo, el Fondo de Cultura Económica.